# Coulounieix-Chamiers
Coulounieix-Chamiers är en kommun i departementet Dordogne i regionen Nouvelle-Aquitaine i sydvästra Frankrike. Kommunen ligger i kantonen Périgueux-Ouest som tillhör arrondissementet Périgueux. År 2022 hade Coulounieix-Chamiers 7 537 invånare.

## Befolkningsutveckling
Antalet invånare i kommunen Coulounieix-Chamiers
Referens:INSEE